# Lázaro Cárdenas, Tenampulco
Lázaro Cárdenas är en ort i Mexiko.   Den ligger i kommunen Tenampulco och delstaten Puebla, i den sydöstra delen av landet, 190 km öster om huvudstaden Mexico City. Lázaro Cárdenas ligger 126 meter över havet och antalet invånare är 285.
Terrängen runt Lázaro Cárdenas är platt åt nordväst, men åt sydost är den kuperad. Runt Lázaro Cárdenas är det ganska tätbefolkat, med 72 invånare per kvadratkilometer. Närmaste större samhälle är Ciudad de Cuetzalan, 19,6 km söder om Lázaro Cárdenas. Omgivningarna runt Lázaro Cárdenas är en mosaik av jordbruksmark och naturlig växtlighet.